# TMEM38A
TMEM38A (англ. Transmembrane protein 38A) – білок, який кодується однойменним геном, розташованим у людей на короткому плечі 19-ї хромосоми. Довжина поліпептидного ланцюга білка становить 299 амінокислот, а молекулярна маса — 33 260.
| 10         |  | 20         |  | 30         |  | 40         |  | 50         |
| ---------- |  | ---------- |  | ---------- |  | ---------- |  | ---------- |
| MELLSALSLG |  | ELALSFSRVP |  | LFPVFDLSYF |  | IVSILYLKYE |  | PGAVELSRRH |
| PIASWLCAML |  | HCFGSYILAD |  | LLLGEPLIDY |  | FSNNSSILLA |  | SAVWYLIFFC |
| PLDLFYKCVC |  | FLPVKLIFVA |  | MKEVVRVRKI |  | AVGIHHAHHH |  | YHHGWFVMIA |
| TGWVKGSGVA |  | LMSNFEQLLR |  | GVWKPETNEI |  | LHMSFPTKAS |  | LYGAILFTLQ |
| QTRWLPVSKA |  | SLIFIFTLFM |  | VSCKVFLTAT |  | HSHSSPFDAL |  | EGYICPVLFG |
| SACGGDHHHD |  | NHGGSHSGGG |  | PGAQHSAMPA |  | KSKEELSEGS |  | RKKKAKKAD  |

A: Аланін

C: Цистеїн

D: Аспарагінова кислота

E: Глутамінова кислота

F: Фенілаланін

G: Гліцин

H: Гістидин

I: Ізолейцин

K: Лізин

L: Лейцин

M: Метіонін

N: Аспарагін

P: Пролін

Q: Глутамін

R: Аргінін

S: Серин

T: Треонін

V: Валін

W: Триптофан

Кодований геном білок за функцією належить до іонних каналів. 
Задіяний у таких біологічних процесах, як транспорт іонів, транспорт, транспорт калію. 
Білок має сайт для зв'язування з калію. 
Локалізований у ядрі, мембрані, саркоплазматичному ретикулумі.